# 綠喉盤魚
綠喉盤魚（學名：Acyrtops beryllinus）為輻鰭魚綱喉盤魚目喉盤魚科的其中一種，分布於西大西洋區，從美國佛羅里達州、巴哈馬至巴西聖埃斯皮里圖州海域，本魚身體相當短，頭部相對較大，眼相對較大（佔兩眼間距的 67-77%）；鼻孔間距大呈管狀，鼻孔皮瓣短，上唇窄，前面和側面的寬度大致相同，上頜前面的牙齒銳利、扁平，後面有一小塊錐形牙齒，下門牙有鋸齒，吸盤相對較小（小於體長的25%），前後有短乳突，背鰭軟條5-6枚、臀鰭軟條6枚，無鱗片，側線僅出現在頭部，呈孔狀，體翠綠色，佈滿白色或棕色斑點和斑塊，體長可達2.5公分，為底棲性魚類，棲息在海草床，屬肉食性，以小型甲殼類為食。

## 外部連結
綠喉盤魚的圖片